# Verner Eklöf
Verner Edmund Eklöf, född 8 mars 1897 i Helsingfors, död 2 december 1955 i Helsingfors, var en finländsk idrottare som var aktiv inom bandy, nordisk kombination och fotboll under 1920-talet. Han medverkade vid olympiska vinterspelen i nordisk kombination och slutade på nionde plats vid Olympiska vinterspelen 1924.
Eklöf spelade fotboll för IFK Helsingfors och avancerade till landslaget där han under hela sin karriär svarade för 17 mål, ett rekord som slogs av Ari Hjelm först år 1995. År 1920 bytte han klubb till HJK Helsingfors, vilket var den första storvärvningen i finländsk fotbollshistoria. Eklöf spelade även tre landskamper för bandylandslaget. I bandy var han med om att vinna tre finländska mästerskap, medan i fotboll vann han endast två FM-titlar. I nordisk kombination vann han de två första finländska mästerskapen åren 1923 och 1924 då han tävlade för Helsingfors skidklubb.